# Wolfgang Carl Briegel

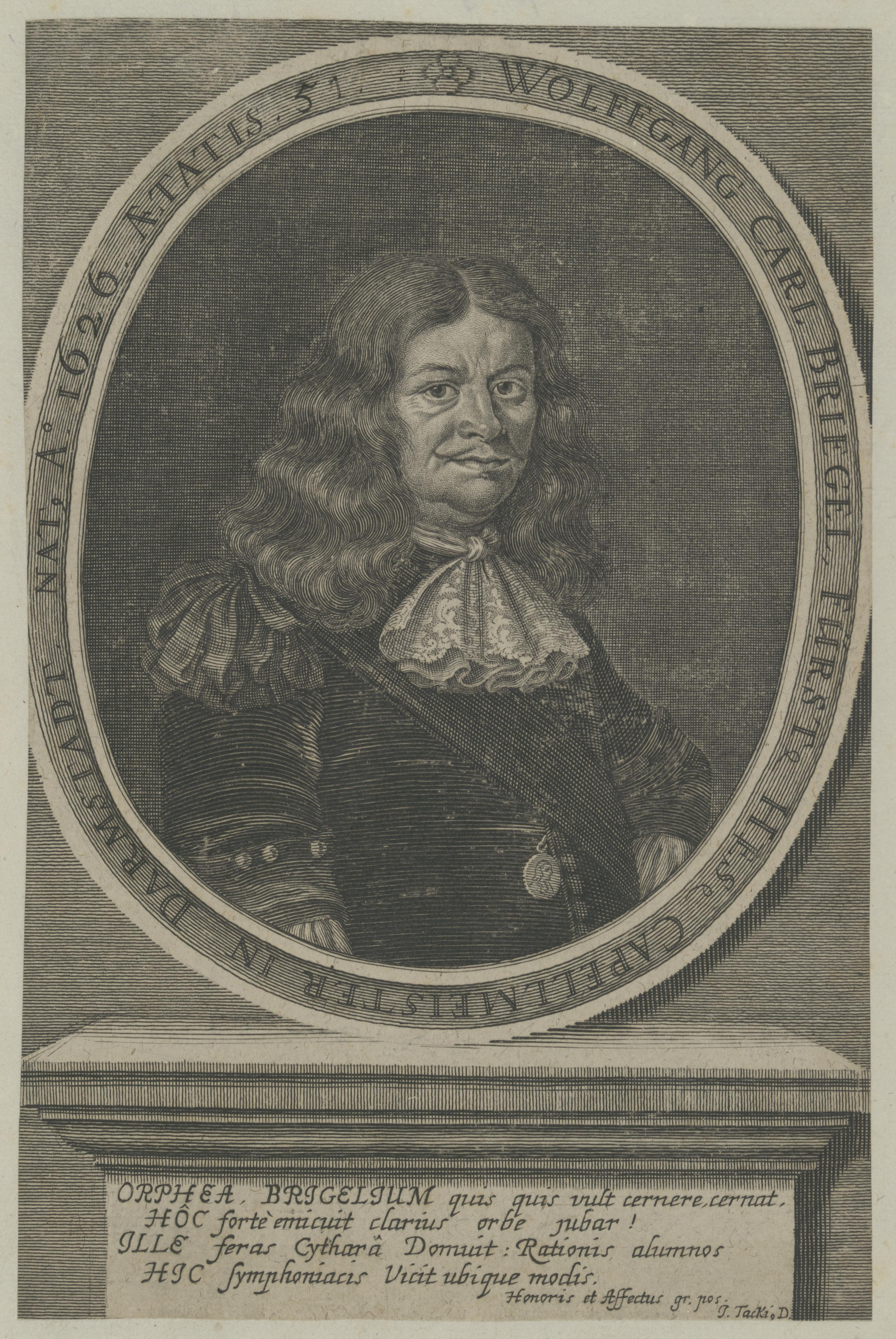
Kupferstichportrait Wolfgang Carl Briegels von Cornelius Nicolaus Schurtz mit gestochener Widmung von Johann Tacke

Wolfgang Carl Briegel (* 21. Mai 1626 im unterfränkischen Königsberg; † 19. November 1712 in Darmstadt) war ein deutscher Komponist.

## Leben
Wolfgang Carl Briegel war Sohn eines Apothekers. Die Familie floh infolge der Besetzung seines Geburtsortes durch die Truppen von Tilly im März 1632 nach Nürnberg. Er wurde dort 1636 wegen seiner schönen Sopranstimme in den Hauptchor der Frauenkirche aufgenommen. Er studierte vier Semester in Altdorf bei Nürnberg und war Schüler von Johann Staden und Johann Erasmus Kindermann. 1645 wurde Briegel Organist an der Johanniskirche in Schweinfurt und schrieb bereits seine ersten Kompositionen. 1651 wurde er von Herzog Ernst dem Frommen als Hofkantor in Gotha berufen und wurde später Hofkapellmeister und Musiklehrer der Kinder des Herzogs. 1671 berief ihn Elisabeth Dorothea, seine beste Schülerin und älteste Tochter des Herzogs, als Hofkapellmeister nach Darmstadt. Briegel bewohnte ab 1680 ein Haus in der Vorstadt im Birngarten.
Er schuf neben umfangreich besetzten Werken zahlreiche einfache Gebrauchsmusiken für die kirchenmusikalischen Praxis. Mit seinem Schwiegersohn Henning Müller gab er Das grosse Cantional heraus, mit dem der Kirchengesang in Hessen auf eine verbindliche Grundlage gestellt wurde.
Er wurde 1709 nach erfolgreichem Wirken durch Christoph Graupner ersetzt und trat in den Ruhestand. Er starb im November 1712 und wurde neben der Stadtkapelle begraben. Briegel schrieb etliche Werke geistlicher Chormusik, Singspiele und Instrumentalsuiten.

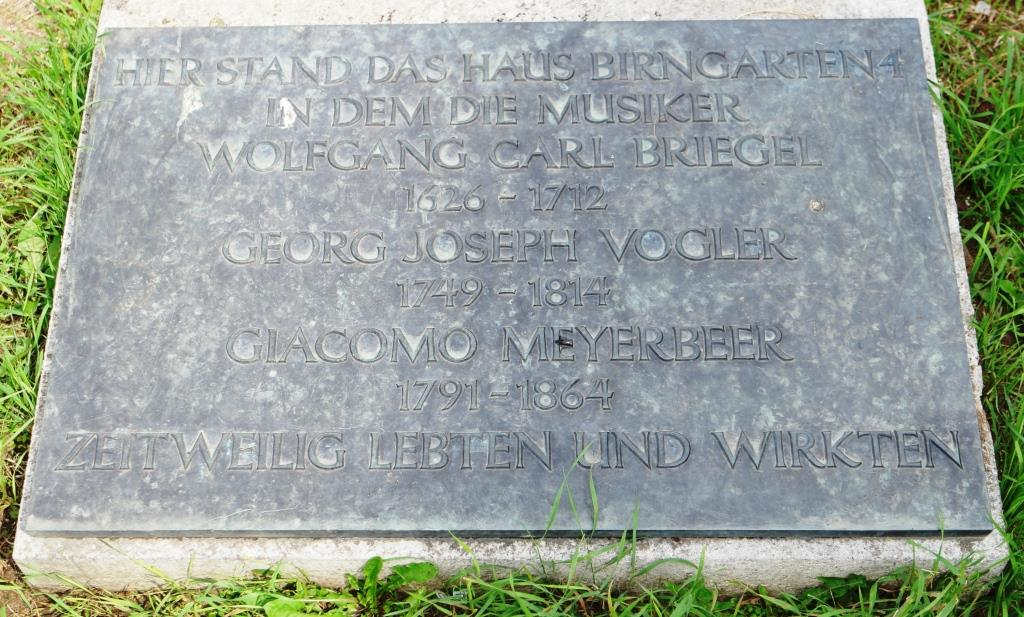
Gedenkplatte an der Stätte des Wohnhauses von Wolfgang Carl Briegel, Georg Joseph Vogler und Giacomo Meyerbeer in Darmstadt, Karolinenplatz

## Ehrungen
- 1963 wurde in Darmstadt der Briegelweg nach ihm benannt.
- Am nordöstlichen Rand des Karolinenplatzes in Darmstadt zwischen dem früheren Staatstheater und der Technischen Universität befindet sich eine Gedenkplatte.

## Werke

### Bühnenwerke
- Von den freien Künsten, Ballett, 2. Juli 1661, Gotha
- Musikalischer Freudenwunsch, Ballett, 1. Oktober 1665, Gotha
- Wedding ballet, 5. Dezember 1666, Gotha
- Das verliebte Gespenst, Oper, 1673, Darmstadt
- Triumphierendes Siegespiel der wahren Liebe (Comédie, J. Mylius), 8. Juni 1673, Darmstadt
- Das verbesserte Parisurteil, Opéra-Ballet, 6. Januar 1674, Darmstadt
- Die beglückwünschte Majorennität des Fürsten, 22. Juni 1676, Darmstadt
- Quadriga activa, festival piece, 25. Januar 1677
- Bewillkommende Frühlingsfreude, Ballett, 6. Mai 1683
- Das Band der beständigen Freundschaft, Singspiel, 8. Mai 1683, Darmstadt
- Die siegende Weisheit, 8. Januar 1686
- Die wahren Seelenruhe oder gekrönte Eustathia, Tragikomödie, Mai 1686, Darmstadt
- Die triumphierende Tugend, Opéra-Ballet, 29. Juli 1686, Darmstadt
- L’enchantement de Medée, Ballett, 11. November 1688, Darmstadt
- Tugendgespräch, allegorische Komödie, 19. November 1700
- weitere Ballette und Bühnenmusik, 1683, 1687, 1700, 1705

### Kantaten
- Evangelische Gespräch. I–III, 5–10 Stimmen (Mühlhausen und Darmstadt 1660–1681)
- Evangelischer Blumengarten. I–IV, 4 Stimmen, B. c. (Gotha, 1660–69)
- J. S. Kriegmanns Evangelisches Hosianna, 1–5 Stimmen, Instrumente, B. c. (Frankfurt am Main 1677)
- Musicalische Trostquelle, 4 Stimmen, 2/4 Violinen, B. c. (Darmstadt 1679)
- Musicalischer Lebensbrunn, 4 Stimmen, 4 Instrumente, B. c. (Darmstadt 1680)
- Christian Rehefelds evangelischer Palmenzweig, 1–5 Stimmen, 2–5 Instrumente, B. c. (Frankfurt am Main 1684)
- J.G. Braunens, Cithara Davido-Evangelica, 4 Stimmen, 2 Violinen, B. c. (Gießen 1685)
- Concentus apostolico-musicus, 3/4 Stimmen, 2 Violinen, B. c. (Gießen 1697)
- weitere unveröffentlichte Werke

### Geistliche Vokalmusik
- Psalter Davids, Teil I, 4 Stimmen (Gotha 1654)
- Geistlicher musikalischer Rosengarten, 1–5 Stimmen, Instrumente (Gotha 1658)
- Geistlicher Arien, Teil I, 1, 2 Stimmen, 2 und mehr Violinen, B. c. (Gotha 1660)
- Geistlicher Arien, Teil II, 1, 2 Stimmen, 2 und mehr Violinen, B. c. (Mühlhausen 1661)
- Die Verschmähete Eitelkeit (Lieder nach Johann Rist) (Gotha 1669), verloren
- Geistliche Oden Andreae Gryphii, 1/2 Violinen, B. c. (Gotha 1670)
- Zwölf madrigalische Trostgesänge, 5/6 Violinen (Gotha 1670–1671)
- Geistliche Gespräche und Psalmen, 6 Stimmen, B. c. (Gotha 1674)
- Das große Cantional oder Kirchen-Gesangbuch (Darmstadt 1687)
- Des Königs und Propheten Davids sieben Bußpsalmen, 6/4 Stimmen, 2 Violinen, B. c. (Gotha 1692)
- Letzter Schwanen-Gesang, 4/5 Stimmen, B. c. ad Libitum (Gießen 1709)
- Ten wedding and funeral songs, 2–6 Stimmen, Instrumente (Gotha 1653–1670)
- One funeral song, 4 Stimmen (Darmstadt, 1678)
- Three funeral songs, 5 Stimmen (nicht gedruckt, 1664–1679)
- weitere Gelegenheitskompositionen in Sammlungen

Instrumentalwerke
- 10 Paduanen, 10 Galliarden, 10 Balletten, 10 Couranten, a 3, 4 (Erfurt 1652)
- Intraden, Sonaten, a 4, 5 (Leipzig/Erfurt 1669)
- Allemanden und Couranten (Jena, 1664)
- Musikalisches Tafelkonfekt, 4 Stimmen, 2 Violinen, B. c. (Frankfurt am Main 1672)
- Musikalischer Erquickstunden, 4 Stimmen, Streichinstrumente, B. c. (Darmstadt 1679); verloren
- Orgelwerke im Manuskript, D-Dl; Acht Fugen durch die Kirchentöne